# Tom Lantoš
Tomas Piter Lantoš (engl. Thomas Peter Lantos; Budimpešta, 1. februar 1928 — Bеtesda, Merilend, 11. februar 2008) je bio američki političar i demokratski član Kongresa od 1981. godine do svoje smrti.

## Rane godine
Tom Piter Lantoš rođen je u Budimpešti, prestonici Mađarske, 1. februara 1928. godine. Tokom nacističke okupacije, više puta je bežao iz logora prinudnog rada. U Holokaustu je izgubio gotovo celu porodicu, a u svetu će kasnije biti poznat kao jedini član kongresa koji je preživeo ovaj nacistički zločin. Godine 1947. on emigrira u Sjedinjene Države, bežeći od komunistae. U Americi postaje profesor ekonomije i uskoro ženi Anetu Lantoš, s kojom će ostati u braku naredne 54 godine.

## Kongres
Tom je izabran za Kongres SAD 1980. godine, a mandat mu je počeo 5. januara naredne godine. Kada je 2003. godine Bušova administracija započela invaziju na Irak, Lantoš je postao jedan od njenih najsnažnijih podržavaoca, da bi se 2006. preobratio u oštrog kritičara ovog rata. Godine 1989. je zajedno sa Džoom Diogardijem, Bobom Dolom i još šest senatora postao prvi američki zvaničnik koji je posetio Albaniju, nakon više od pola veka, da bi u avgustu naredne godine sa istim ljudima otišao na Kosovo.
Lantoš je čitav život bio poznat kao iskreni borac za zaštitu životne sredine, te se na tom polju više puta i istakao. Međutim polje po kom je on danas najpoznatiji u američkom društvu jesu ljudska prava, za čiju odbranu se zalagao tokom celokupne karijere.
U Kongresu je vršio dužnost predsedavajućeg u spoljnopolitičkom odboru. Tokom 2 decenije obavljanje te pozicije, štitio je prava hrišćana u Saudijskoj Arabiji i Sudanu, pomagao narodu Tibeta da se izbori za svoja prava i borio se protiv antisemitizma.

## Smrt
Lantoš je 2. januara 2008. godine objavio da boluje od raka jetre, a 15 dana kasnije je u obraćanju Kongresu video Džeki Spejer kao svog naslednika (u vršenju funkcije kongresmena iz 12. kalifornijskog distrikta). Dana 8. aprila iste godine, njegovo proročanstvo će se obistiniti i Džeki Spejer će biti izabrana na tu funkciju. Na istoj toj sednici Kongresa, 17. januara 2008, njegove kolege su govorile o njemu kao kongresmenu, pa ga je Nensi Pelosi opisala kao „iskusnog, inteligentnog i osećajno“g čoveka. I ako je Lantoš planirao da završi svoj mandat u kongresu, preminuo je 11. februara 2008, 10 dana nakon svog osamdesetog rođendana, dakle pre aprilskih izbora.
Godine 2009. godine Dalaj Lama je postao prva osoba nagrađena „Lantoš nagradom za mir“.